# Nüravud
Nüravud è un comune dell'Azerbaigian situato nel distretto di Lerik. Conta una popolazione di 1 542 abitanti.